# Basilica di Santa María del Pi
La Basilica di Santa María del Pi (in italiano, Basilica de Santa Maria del Pino) è un luogo di culto cattolico della città di Barcellona.
L'appellativo "del pino" deriva dal fatto che, nella piazza antistante la chiesa, vi è un esemplare di questa pianta. Dal 1925 è basilica minore.

## Storia
Secondo una tradizione non documentata, riconosciuta però da alcuni storici, già dal 413 esisteva una piccola chiesa paleocristiana nel luogo dove oggi sorge questa chiesa. Prima informazione documentaria di una chiesa dedicata alla Madonna del Pi si ha nel 987: infatti si ha certezza che esistesse "fuori le mura, a ovest di Barcellona" una piccola chiesa romanica con tale nome. L'edificio attuale venne costruendosi tra il 1319-20 e il 1391, con uno stile gotico puro, a una sola navata e completamente sprovvisto di decorazioni. In seguito a un incendio, venne adeguata al nuovo gusto architettonico, divenendo così una chiesa con facciata gotica e interno neogotico.

## Descrizione

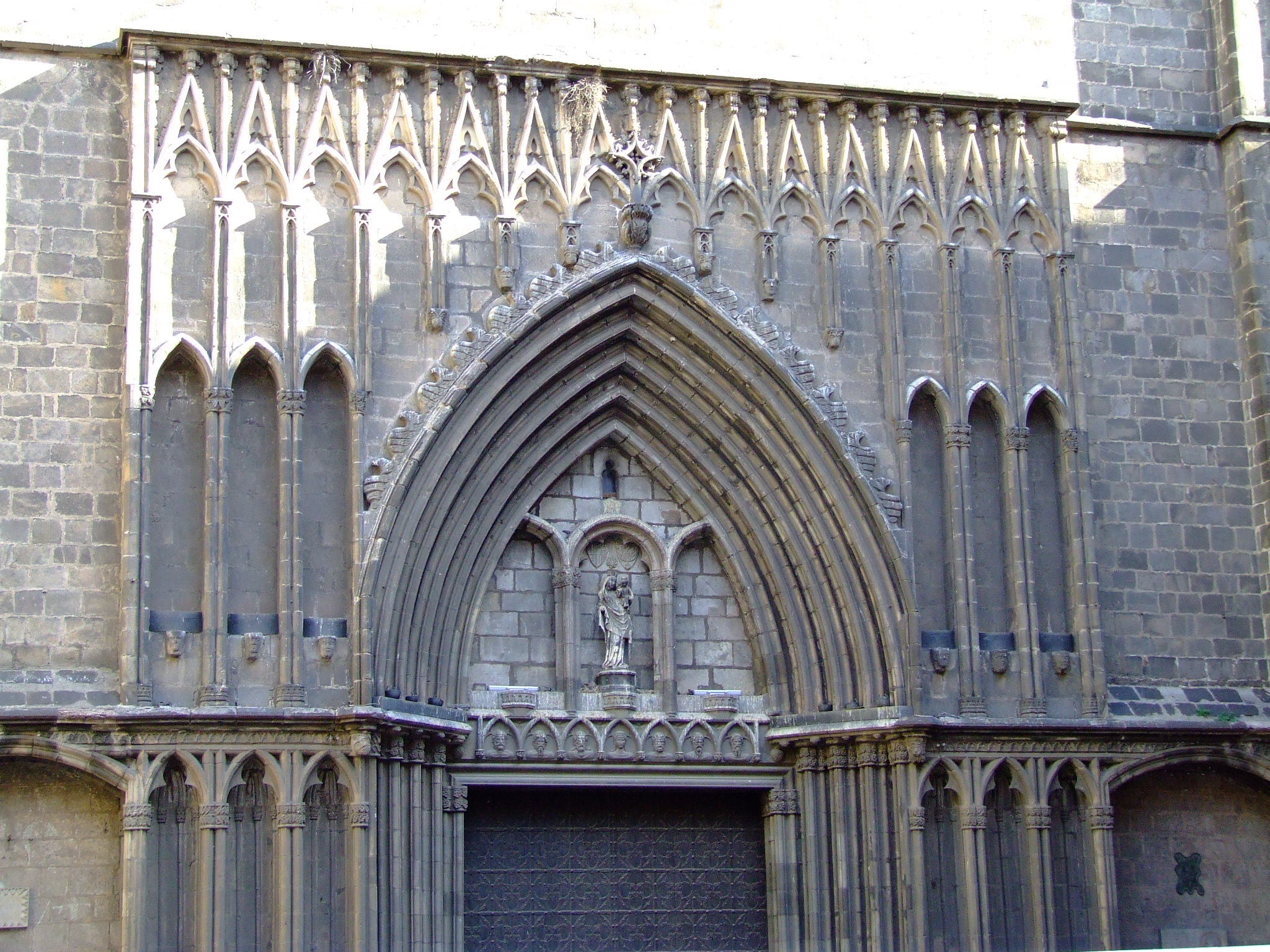
Il portale della facciata principale

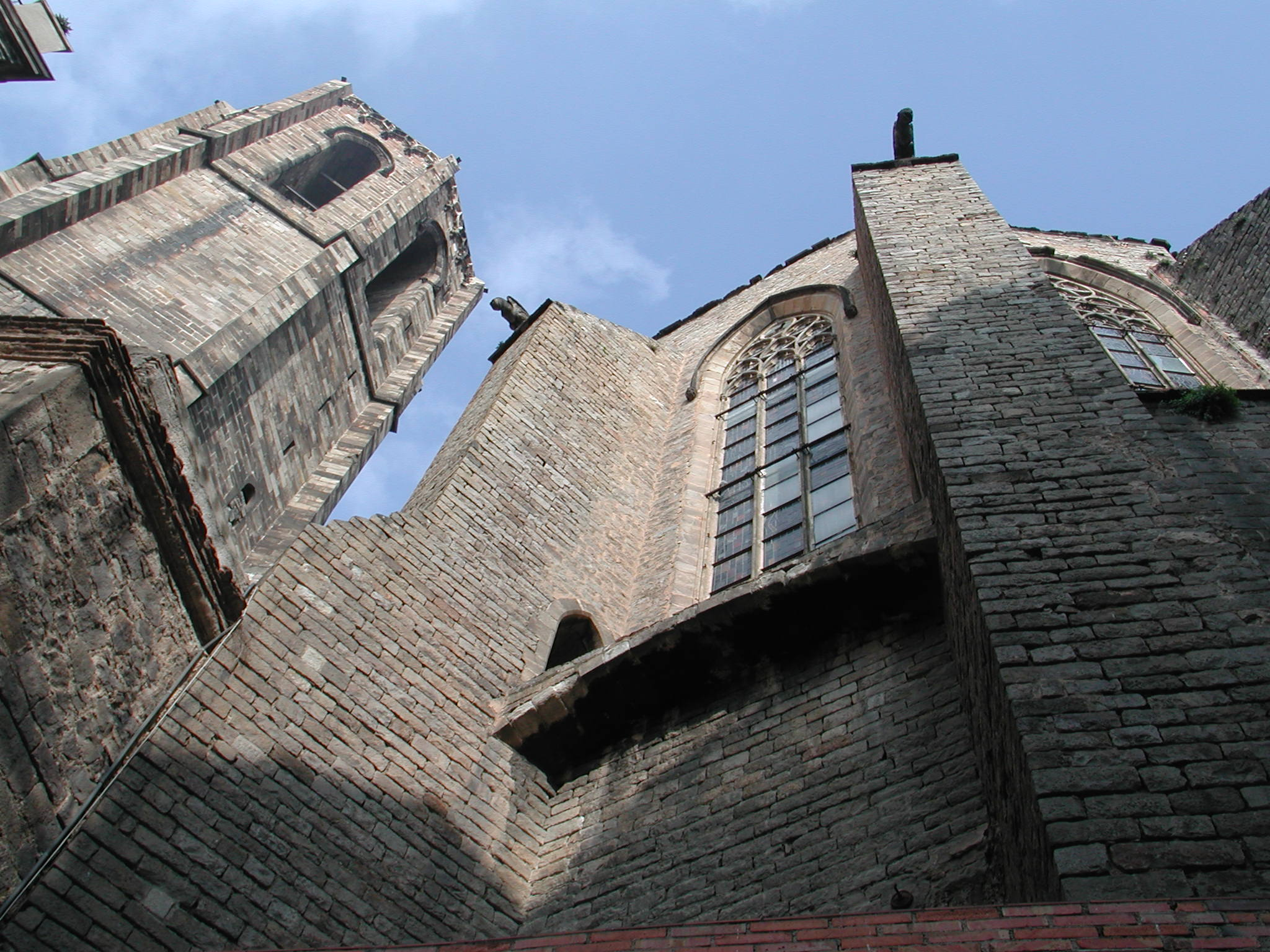
Il campanile e l'abside visti dal basso

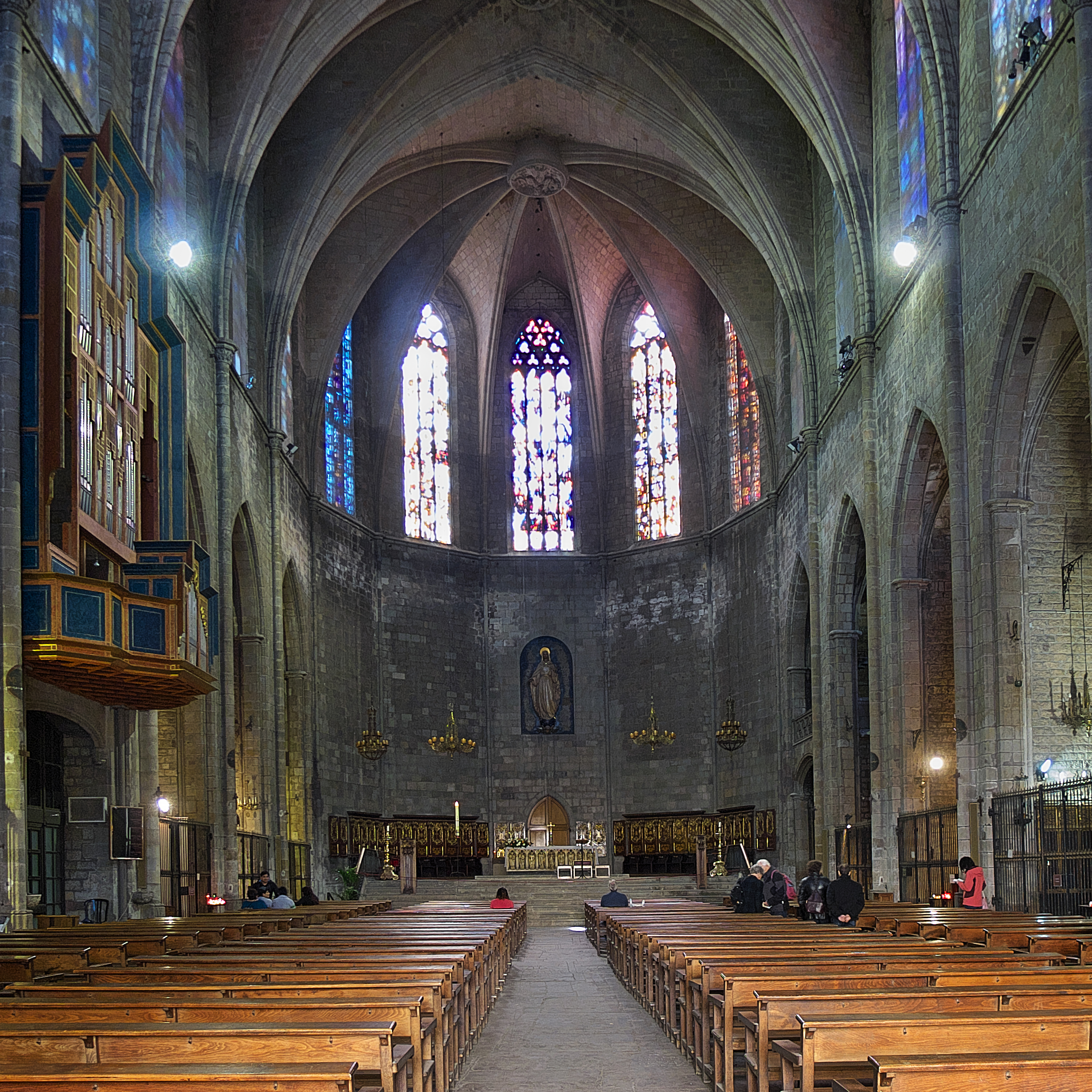
Interno

### Esterno

#### Facciata principale
La facciata principale ha un grande rosone nel centro, con un diametro di circa 10 m, che ben s'adatta allo stile scarno e minimalista della chiesa; dopo un secondo incendio (nel 1936), il rosone venne ricostruito completamente nel 1940. Il timpano principale è diviso da due colonne che lo dividono in tre piccole cappelle: quella centrale è occupata da un'immagine della Madonna a cui la chiesa è dedicata, mentre le altre sono occupati dallo stemma della città e della parrocchia. Alle estremità della base del timpano ci sono due pigne che testimoniano, insieme al pino dello stemma, il nome della chiesa.

#### Facciata laterale
Sulla facciata laterale troviamo i contrafforti dove poggiano gli archi e le volte delle navate. Al centro di questa facciata, si trova il portale dell'Avemaria, che tuttora conserva elementi provenienti dal portale romanico della chiesa che sorgeva sullo stesso luogo. Infine, la facciata posteriore è occupata anche dai contrafforti e dai finestroni dell'abside, oltre che da un'antica porta (1578) che accedeva al tempio dal lato posteriore. Nel tempo le mura originali della chiesa sono state nascoste da altre costruzioni.

#### Campanile
Il campanile è uno degli elementi più caratteristici dell'edificio. Costruito a partire dal 1379, su progetto dell'architetto Bartomeu Mas, venne probabilmente terminato intorno al 1461: di struttura ottagonale, alto 54 m, le sue mura hanno alla base uno spessore di oltre 3 m. Tra le 6 campane che ospita, la maggiore è soprannominata Antonia, ha un diametro di circa un metro e mezzo e un peso di 1806 kg.

### Interno
La pianta della chiesa è a navata singola, con sette volte rettangolari a crociera, con cappelle laterali tra i contrafforti: le misure dell'edificio sono notevoli se si parte da quelle della navata che è lunga 54 m, larga 16,50 e alta 27. Le cappelle invece sono poco più alte di 12 m.
L'incendio del 1936 ha completamente distrutto l'altare maggiore, le immagini religiose, l'arredamento neogotico del 1868 e l'organo del 1808.
Attualmente, l'altare maggiore è in alabastro, opera dell'architetto Joaquim de Ros i de Ramis: è stato inaugurato nel 1967. L'arredamento originale del 1771, invece, in stile barocco, è stato rimpiazzato come detto nel 1868: in seguito all'incendio, nel 1986 è stato reinstallato l'originale.
Nemmeno le vetrate originarie si sono conservate: le più antiche presenti al giorno d'oggi sono del 1718. Quella dell'Adorazione dei re magi, sopra il portale dell'Avemaria, è opera di Antoni Viladomat.
Nella quarta cappella laterale di destra, sull'apposita cantoria lignea, si trova l'organo a canne, costruito nel 2002 dall'organaro tedesco Gerhard Grenzing. Lo strumento è a trasmissione integralmente meccanica, ha tre tastiere e pedaliera. La cassa, progettata dall'architetto Simon Platt, presenta una mostra articolata in più campi e su più livelli.

## Galleria d'immagini

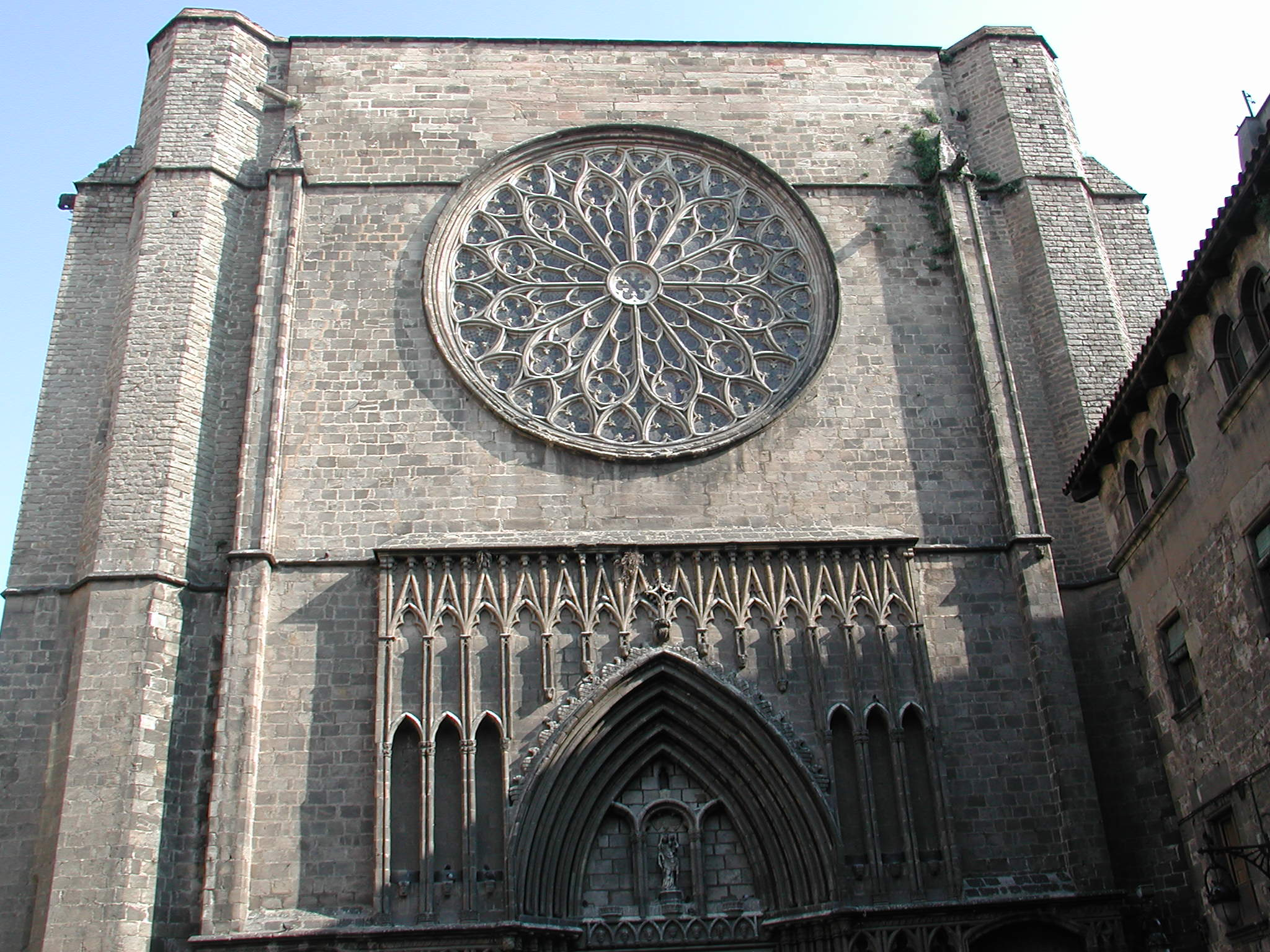
La facciata principale
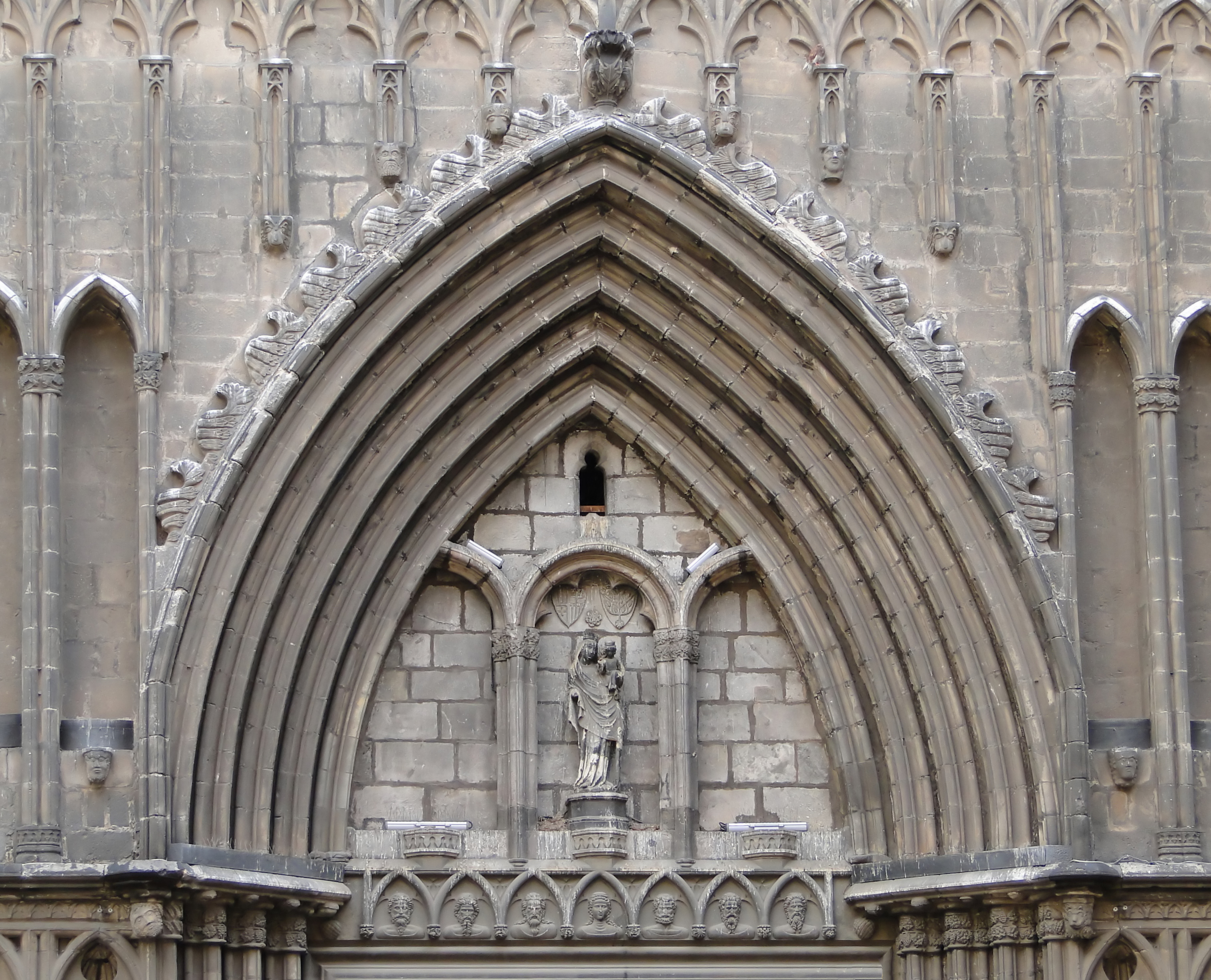
La lunetta del portale principale
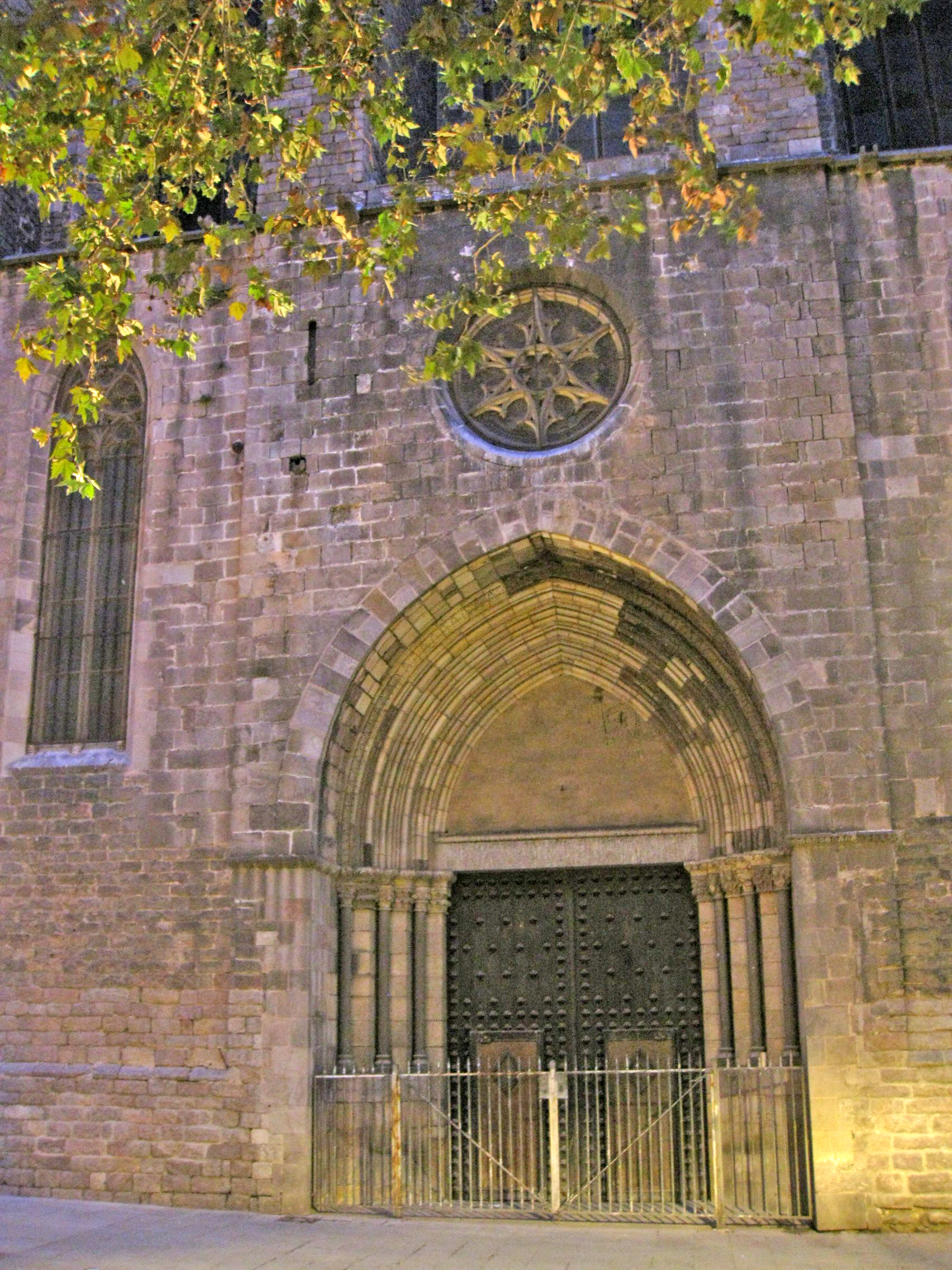
Il portale laterale
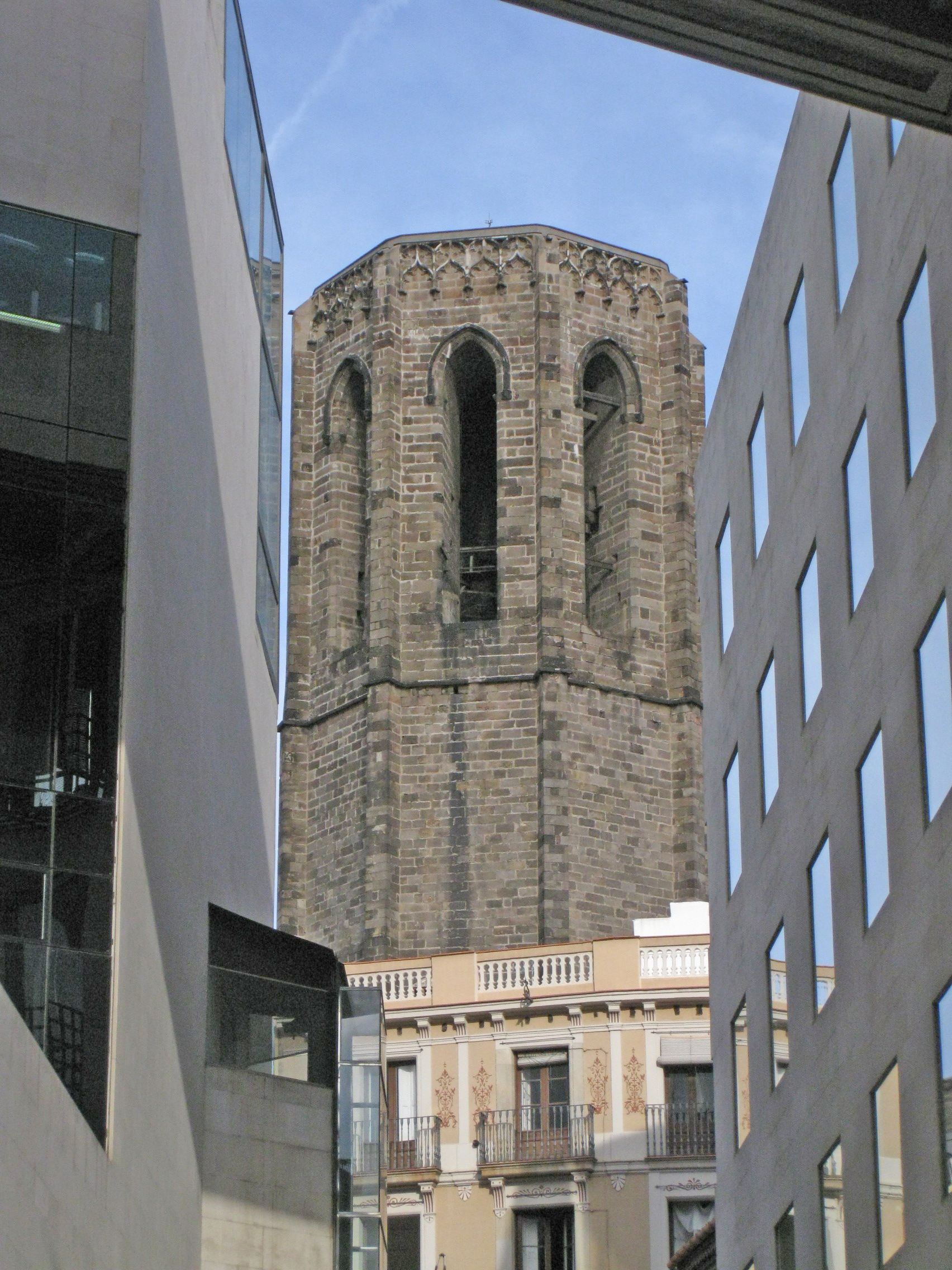
Il campanile
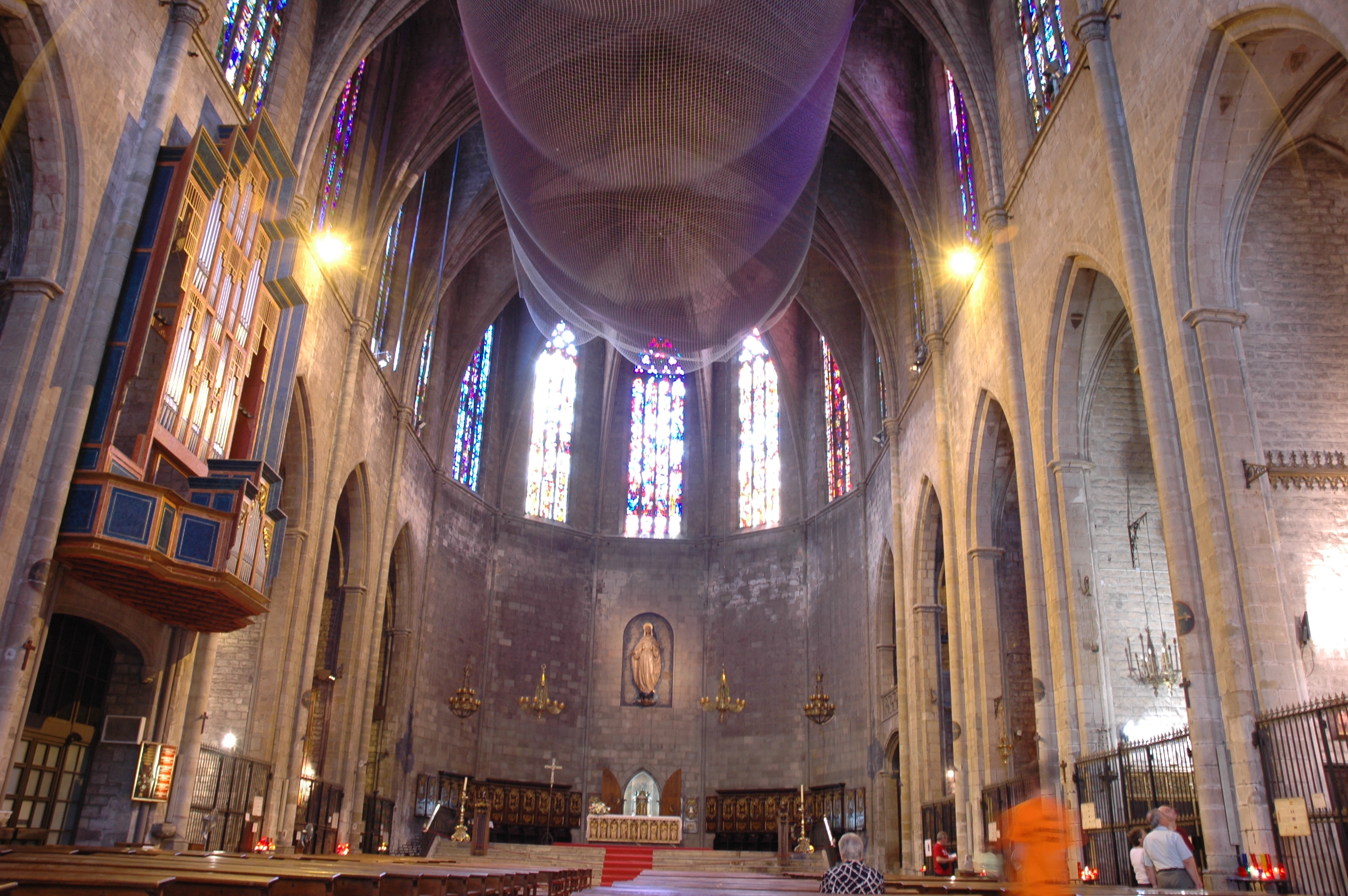
L'interno
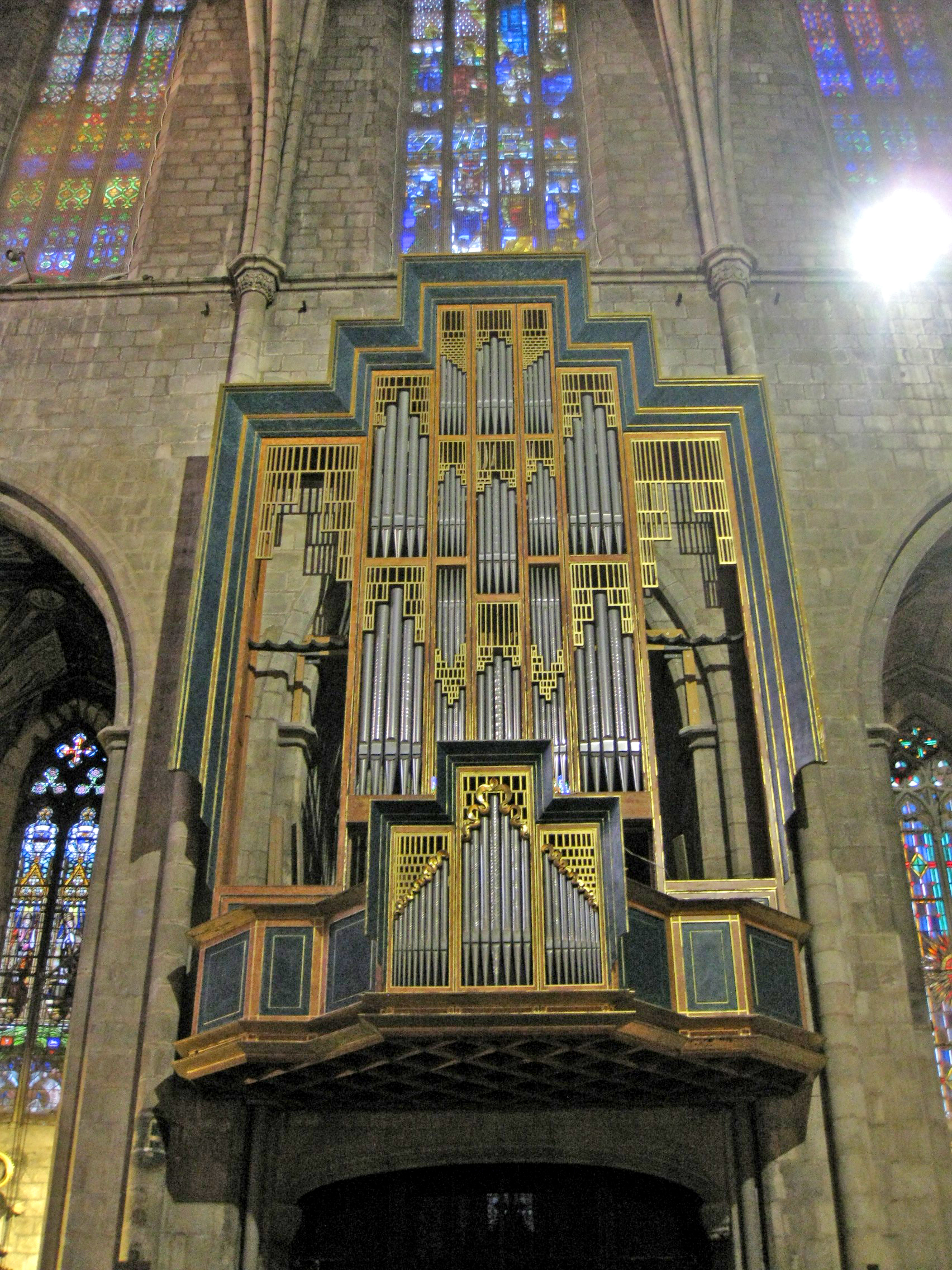
L'organo a canne
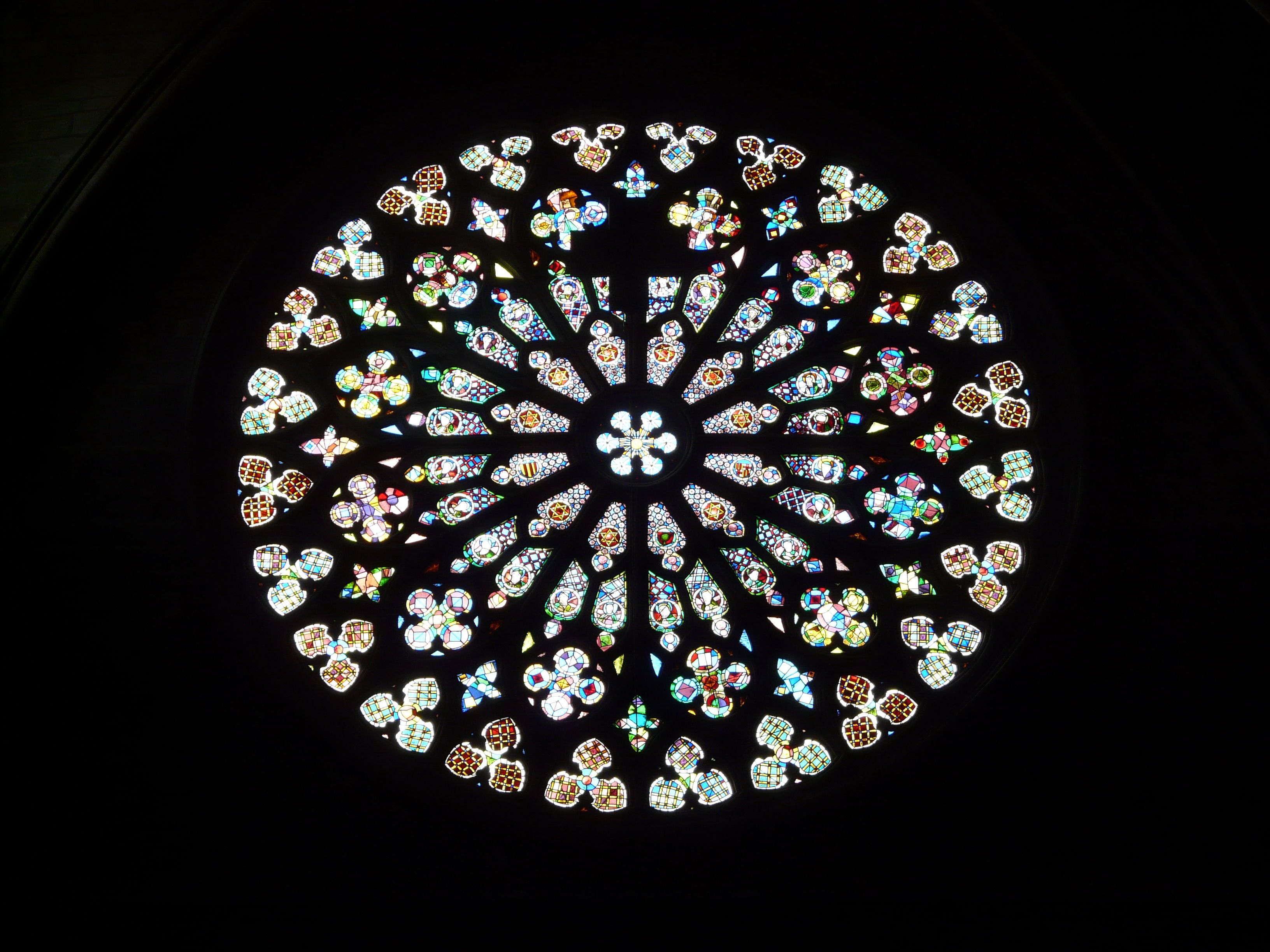
Il rosone
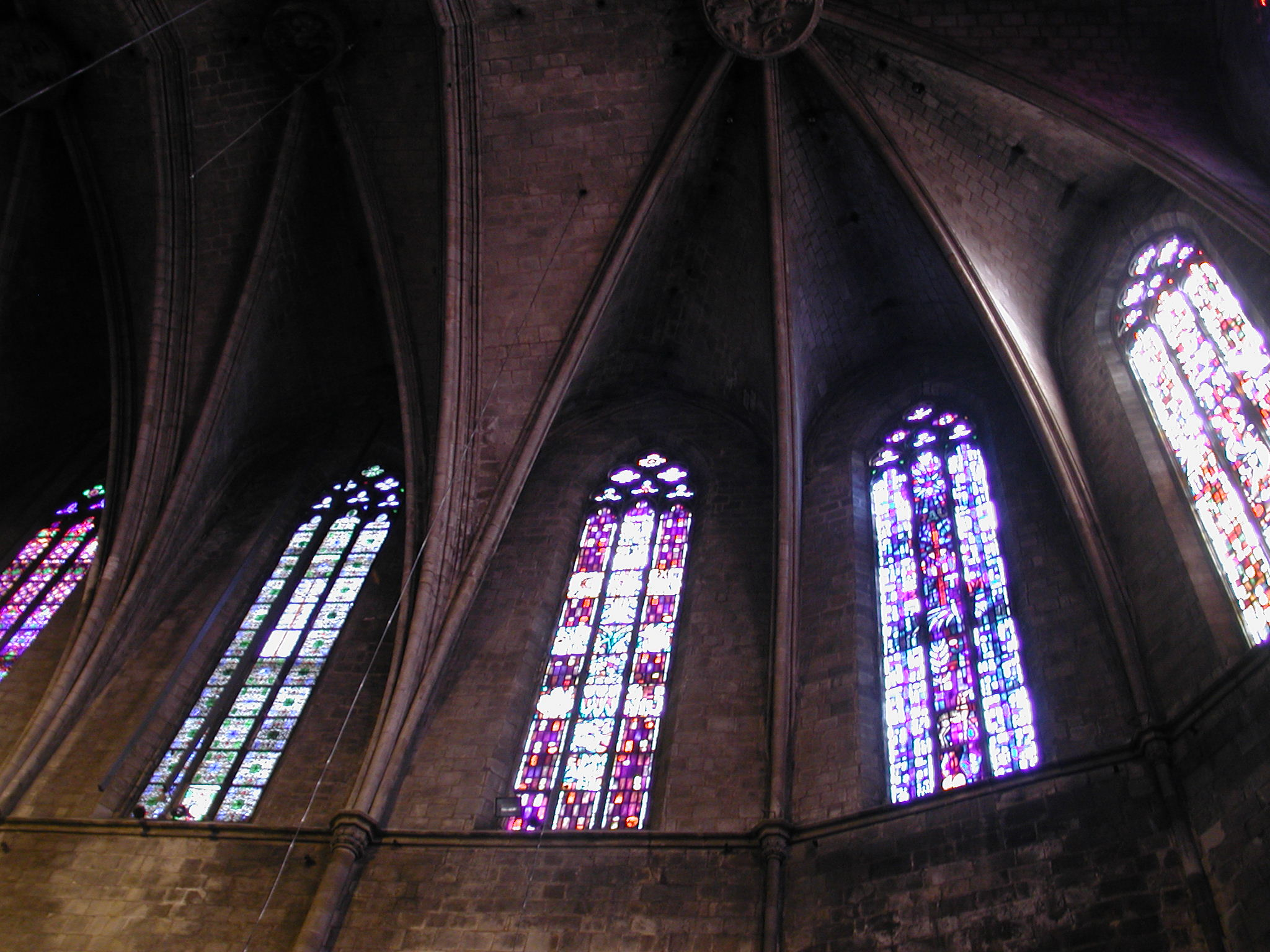
Le vetrate